# Udon
Udon je druh tlusté nudle vyrobené z pšeničné mouky, používané často v japonské kuchyni. V nejjednodušší formě, kake udon,  se podává v nudlové polévce uvařené z mírně ochuceného vývaru zvaného kakejiru, vyrobeného z daši, sojové omáčky a mirinu. Do vývaru se obvykle dává nadrobno nasekaná cibulka. Také lze přidat tempuru, krevety, kakiage (druh rozdrobené tempury), aburaage (druh smaženého tofu ochuceného cukrem, vínem mirin a sojovou omáčkou) nebo tenký plátek kamaboko (rybího koláče ve tvaru půlměsíce). Dochutit lze kořením šičimi.
Chuť vývaru a přidávané ingredience se v jednotlivých regionech liší. Ve východním Japonsku se obvykle používá tmavě hnědý vývar vyrobený z tmavé sójové omáčky (koikuchi shōyu), v západním Japonsku je to světlehnědý vývar vyrobený ze světlé sójové omáčky (usukuchi shōyu). To se pozná i podle balení instantních nudlí, které se často prodávají ve dvou verzích. Currynanban je další populární variace, podává se v kari vývaru.

## Původ

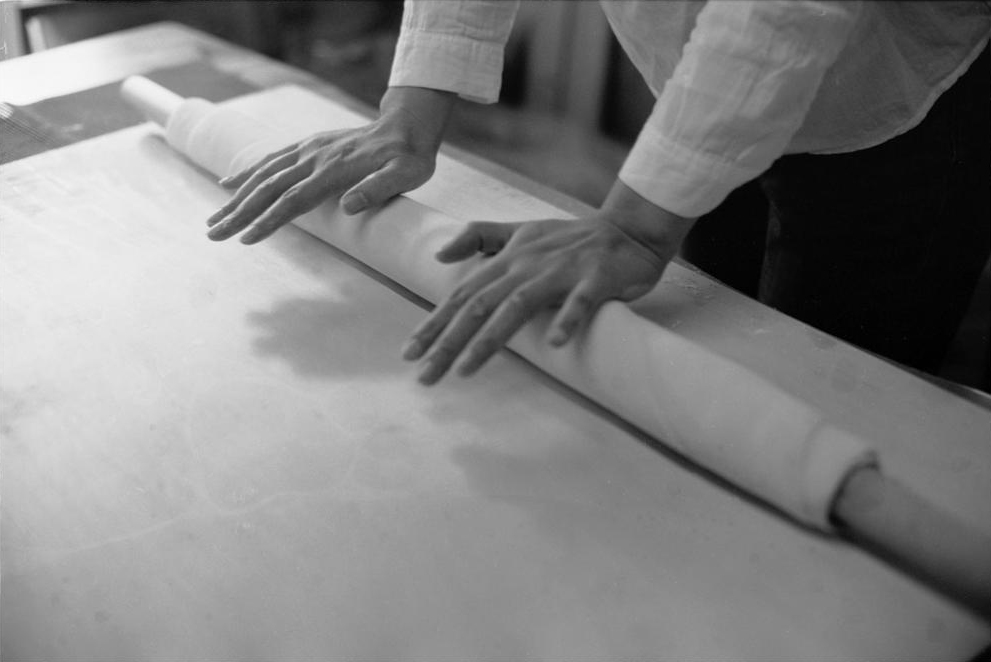
Kuchař vyvaluje těsto na udon nudle

Původ nudlí udon není znám. Existuje několik různých vysvětlení:
První říká, že v roce 1241 zavedl Rinzai mnich jménem Enni v Japonsku technologii mletí mouky, která byla v té době používána v Čínské říši Sung. Mouka se pak používala v nudlích jako jsou udon nebo soba, nebo v palačinkovém těstě. Tato technologie se pak rozšířila po celém Japonsku.
Jiný verze zasazuje vznik udonu do období Nara. Japonský vyslanec, který byl na návštěvě Číně během dynastie Tang, zde ochutnal 14 druhů cukrovinek. Jedna ze sladkostí se jmenovala sakubei 索餅. V japonském slovníku Shinsen Jikyō, publikovaném v období Heian, byla uvedena jako muginawa. Všeobecně přijímaný názor je, že muginawa je původem mnoha druhů japonských nudlí. Muginawa uvedená ve slovníku Shinsen Jikyō se však vyráběla z pšeničné a rýžové mouky.
Další názor říká, že původní název nudle udon byl konton, který se vyráběl z pšeničné mouky a ze sladkých náplní.
 Další verze říká, že nudle udon přivezl na Šikoku buddhistický mnich Kukai během období Heian na počátku 9. století, když se vrátil z Tang Číny, kde byl studovat.

## Pokrmy
Udon nudle se vaří v hrnci s horkou vodou. Způsobem, jakým je udon podáván, závisí na jeho typu. Nudle se obvykle podávají chlazené v létě a horké v zimě.
Do salátu z nudlí udon se obvykle přidávají plátky vaječné omelety, na drobno nakrájené kuřecí mase a čerstvá zelenina, jako okurky nebo ředkvičky. Do polévky udon se ingredience vybírají podle toho, co zrovna nabízí sezona. Přísady se většinou přidávají za syrova, i když jsou i výjimky jako smažená tempura. Mnoho jídel z udon nudlí může být připraveno také s nudlemi soba.

### Teplé pokrmy

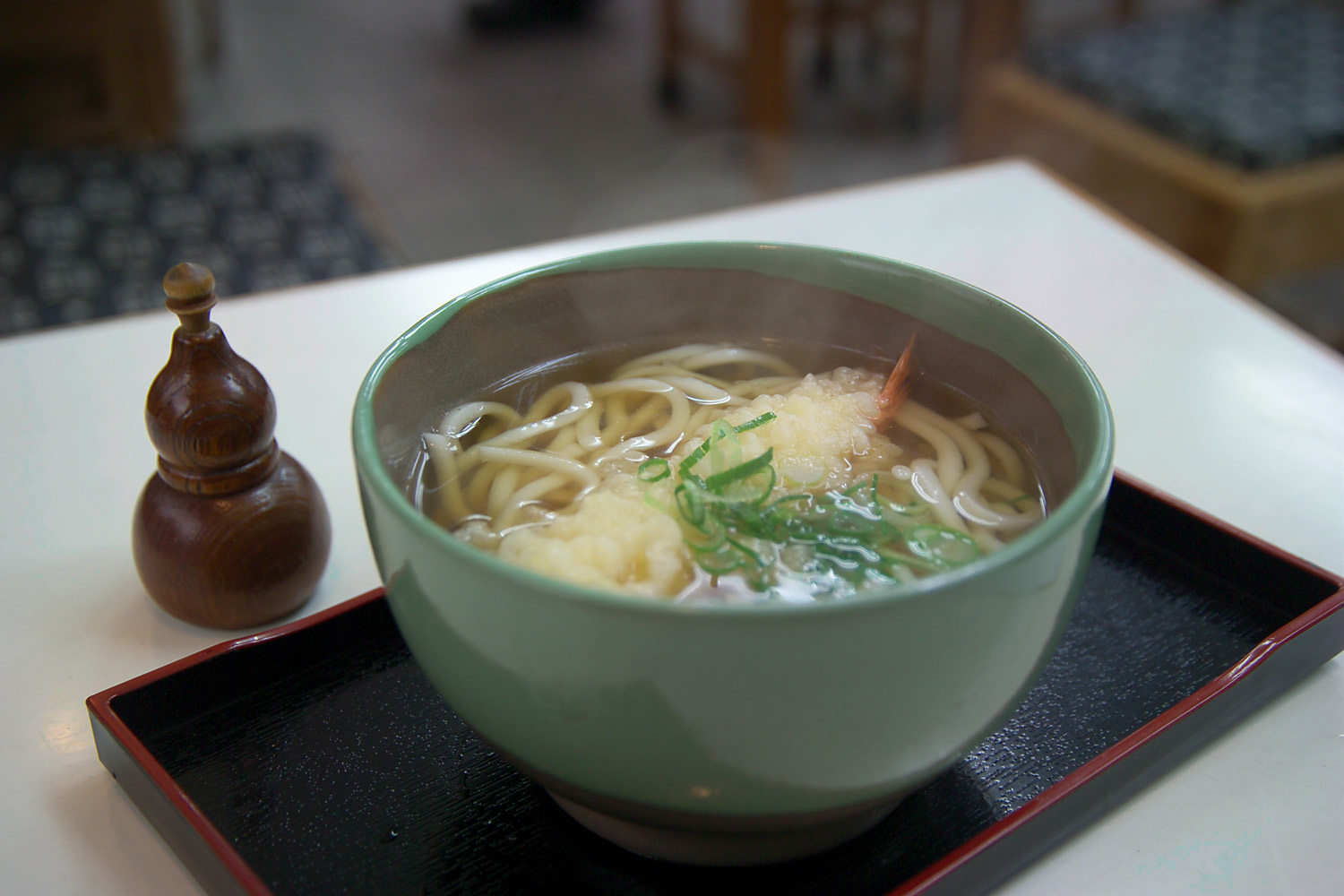
Tempura udon

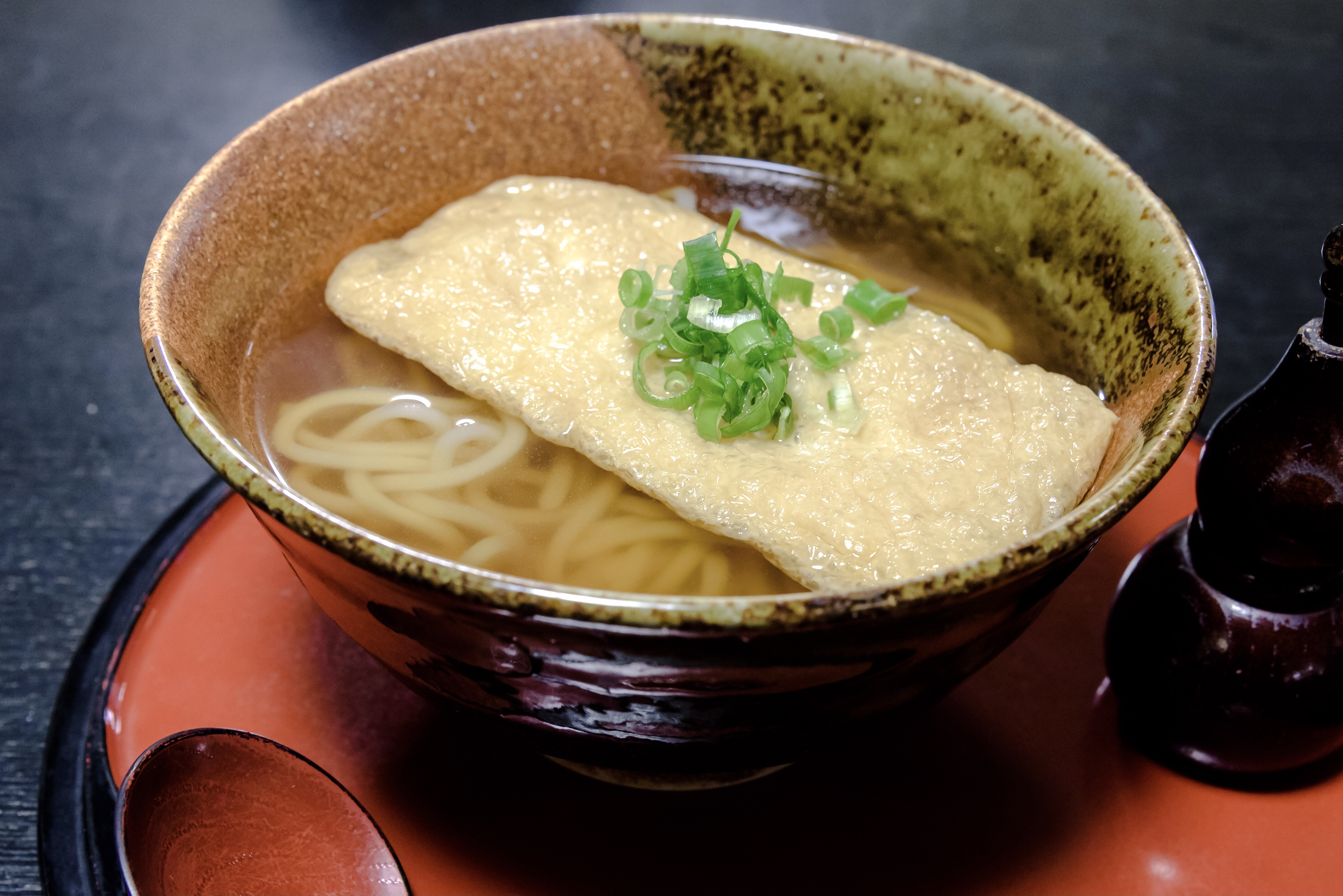
Kicune udon

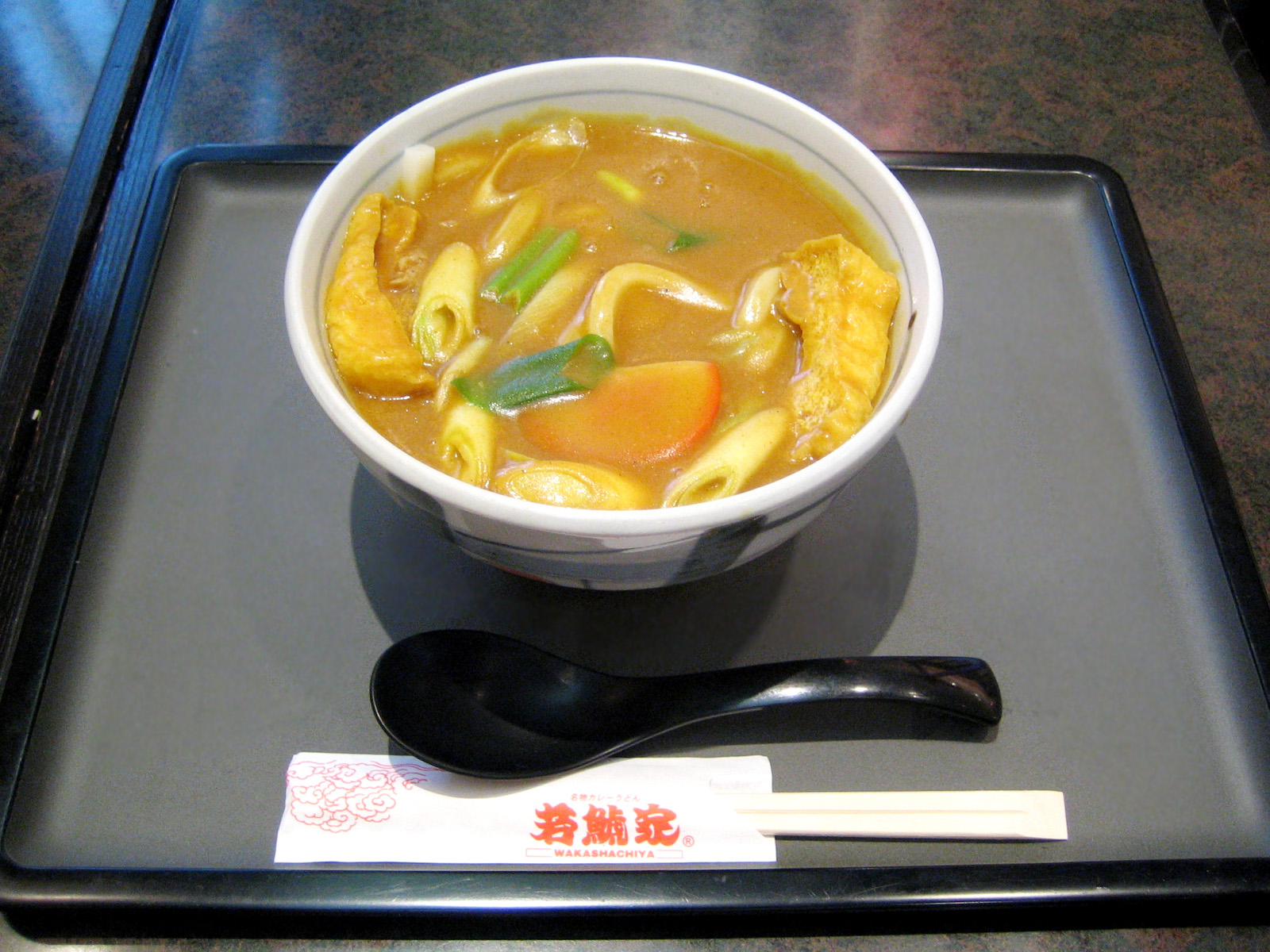
Karé udon

- Kake udon (v Kantó) nebo Su udon (v Kansai): Teplé nudle udon ve vývaru s jemně nakrájenou zelenou cibulkou, může se přidat i plátek kamaboko.
- Kicune udon: „Liščí udon“. Udon se smaženým tofu aburaage
- Tempura udon:  Udon s tempurou, zejména z krevet, nebo z kakiage, rozdrobená tempura.
- Tanuki udon („Udon mývalovitého psíka“) (v Kantó) nebo Haikara udon (v Kansai): Udon s kousky tempury.
- Cukimi udon: „Pohled na měsíc“. Udon se syrovým vejcem, které se v horké polévce pošíruje.
- Wakame udon: Udon s wakame, tmavě zelenou mořskou rostlinou.
- Karé udon: „Kari udon“. Udon v kari polévce, může být podávána s masem nebo zeleninou. Oblast Biei na Hokkaidu je proslavená skvělým kari udonem.
- Čikara udon: „Power udon“. Podávané s opečenými moči koláčky.
- Stamina (sutamina) udon: „Stamina udon“. Udon se sytícími přísadami jako je maso, syrové vejce a zelenina.
- Nabejaki udon: obdoba horkého kotliku s udon nudlemi, s mořskými plody a zeleninou. Nejběžnějšími ingrediencemi jsou krevetková tempura, žampiony a rozklepnuté vajíčko.
- Kamaage udon: Podávaný ve sdílnem hrnci s horkou vodou, na ochucení se přidává pálivý dip a daši sukijaki.
- Jaki udon: stir-fry s udon nudlemi v sójové omáčce
- Miso-nikomi udon: místní pokrm v Nagoji, neuvařené udon nudle, které se vloží do červené miso polévky. Polévka obvykle obsahuje kuře, vejce do ztracena, kamaboko, zeleninu a hlízy. Nudle jsou velmi tvrdé, aby se v polévce nerozvařily;
- Hótó udon: místní pokrm v prefektuře Jamanaši, druh miso polévky s udonem a zeleninou. Jedním z významných rozdílů mezi obvyklým udonem a Hōtō udonem je sůl. Když se připraví Hōtō udon, do těsta na nudle se nepřidá sůl.
- Ojako udon: kuře a vejce s plátky cibule uvařenév polévce oslazené dašim. Má nasládlou příchuť.
- Kari nanban je netradiční udon polévka podávaná v pikantním kari vývaru. [1]

### Studené pokrmy
- Zaru udon:  chlazené nudle udon podávané s drceným nori podávané na zaru, což je bambusový tácek na dně s dírkami jako v cedníku. Doprovázené dipem ze směsi daši, mirinu a sojové omáčky. Pojídá se s wasabi nebo nastrouhaným zázvorem.
- Bukkake udon: Studený udon podávaný se silným daši vývarem.[2]
- Hadaka udon (nahý udon 裸 う ど ん): Studené udon nudle samy o sobě.
- Kidžóju udon: Nudle ve studené polévce z nepasterizované sójové omáčky a sudachi (druh citrusové šťávy), někdy s trochou nastrouhané ředkve daikon.

## Galerie

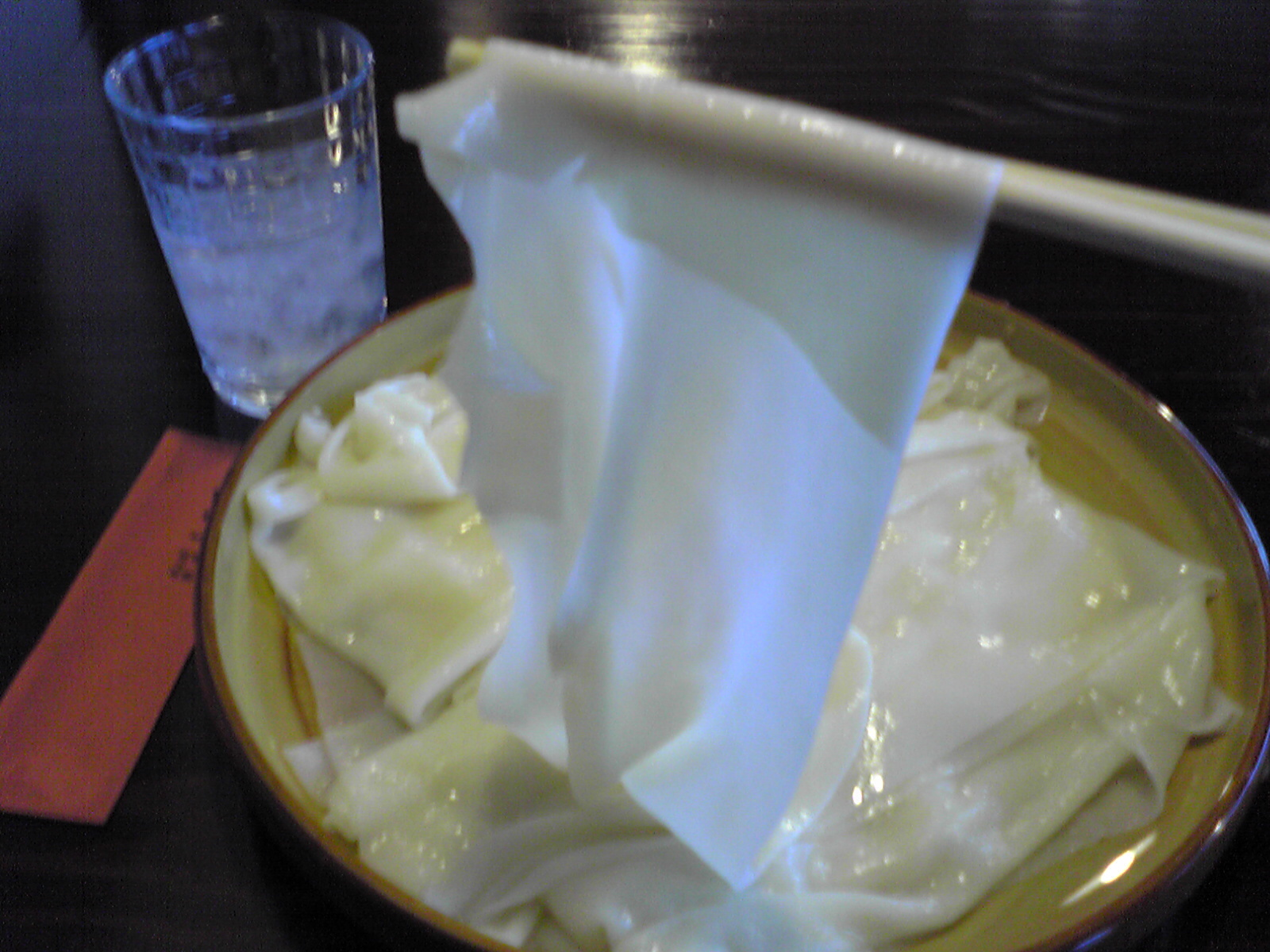
Himokawa
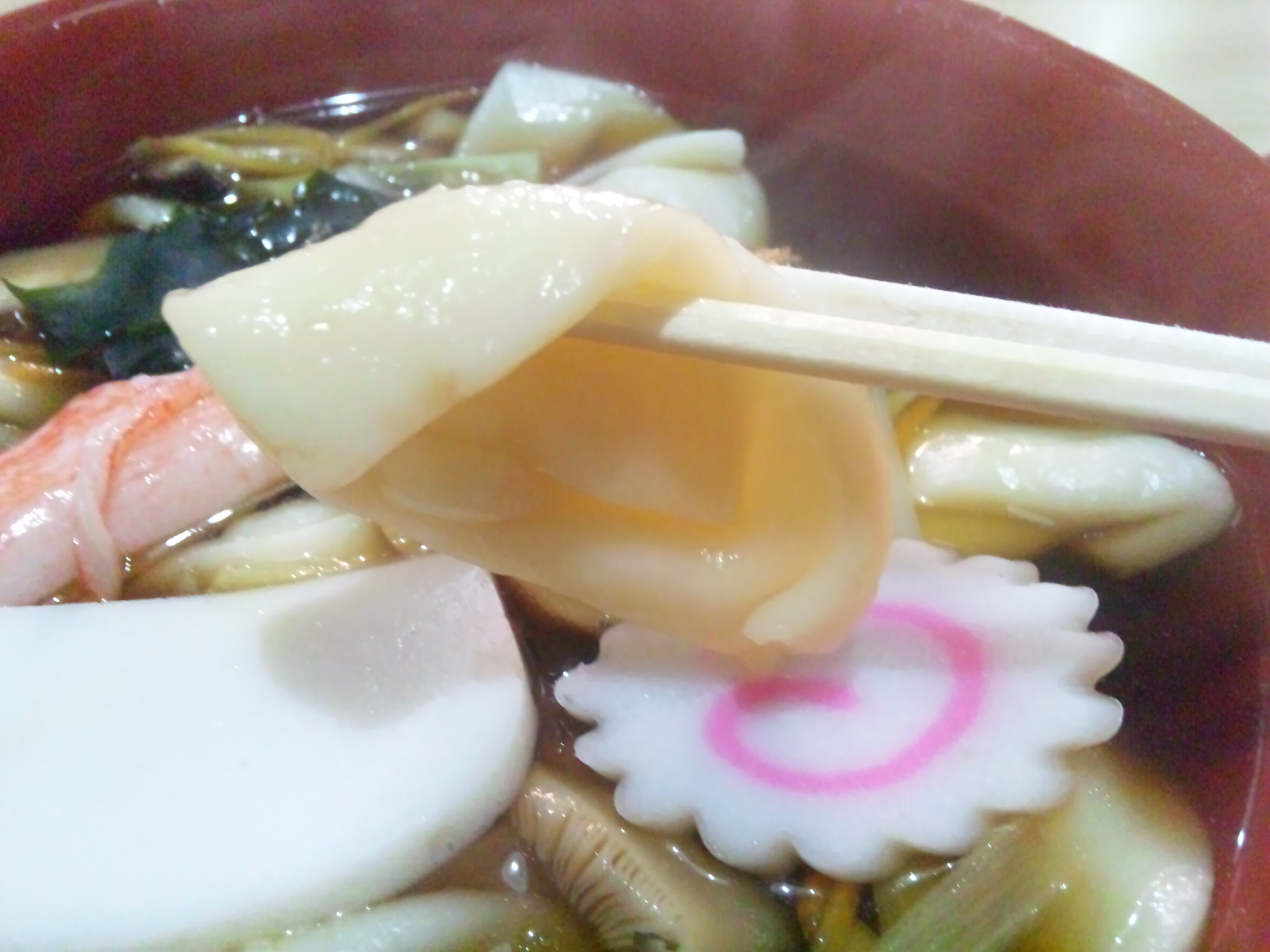
Mimi udon
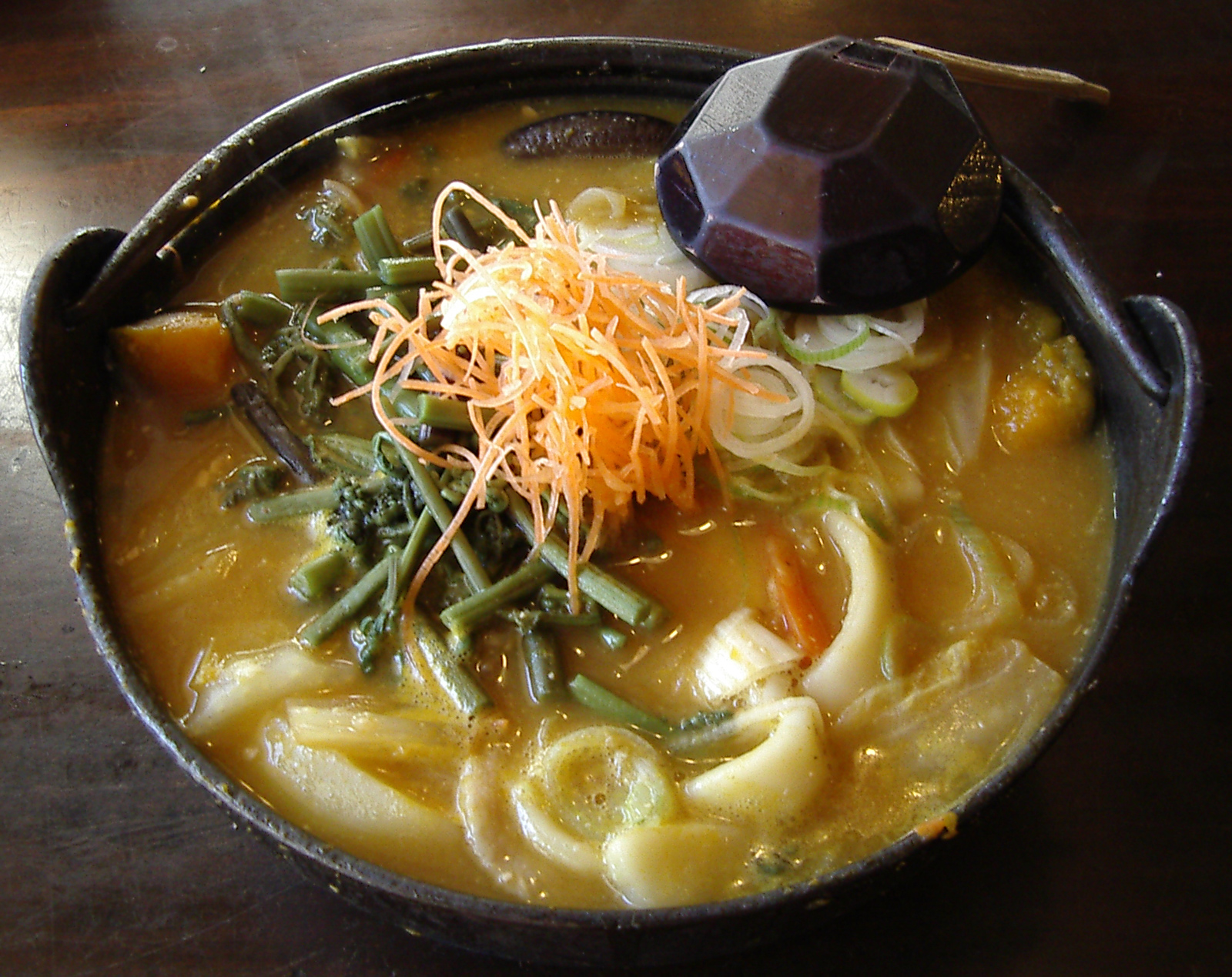
Hótó
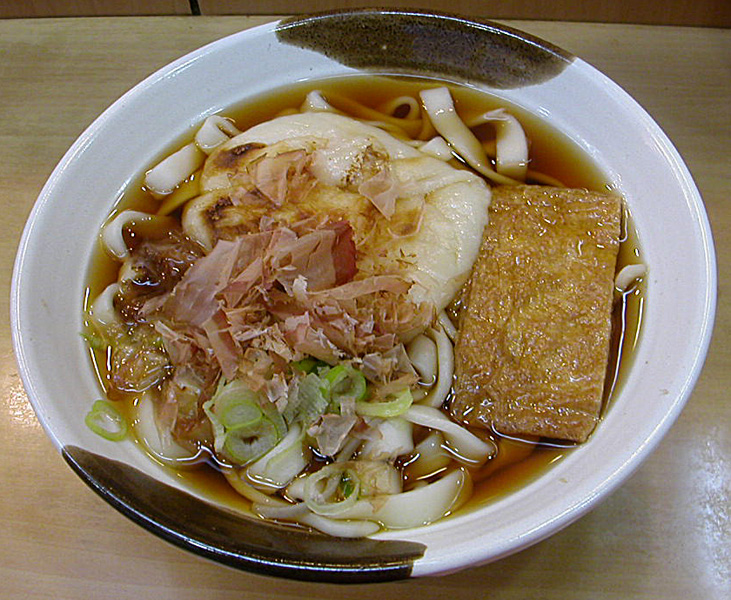
Kišimen
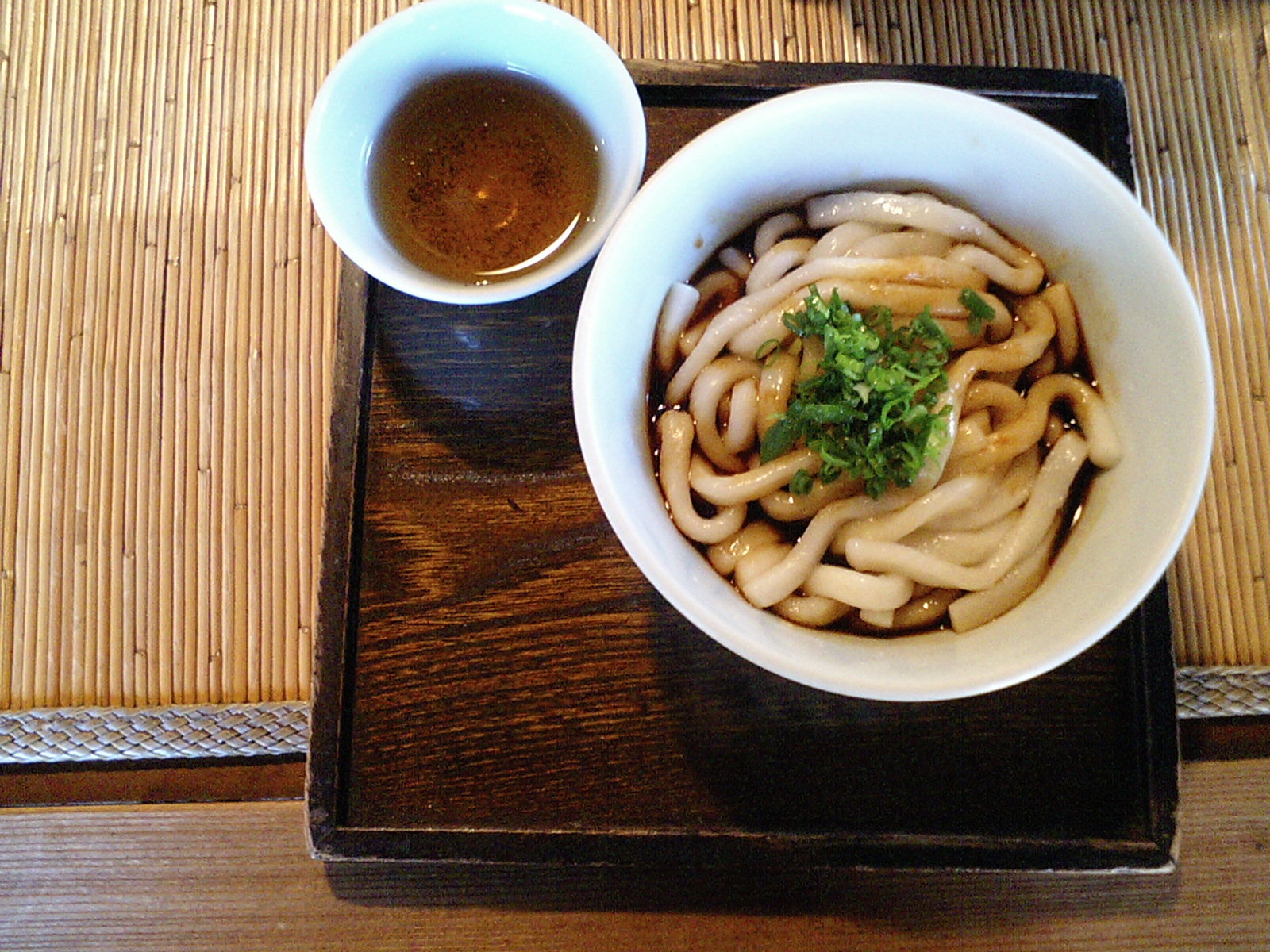
Ise udon
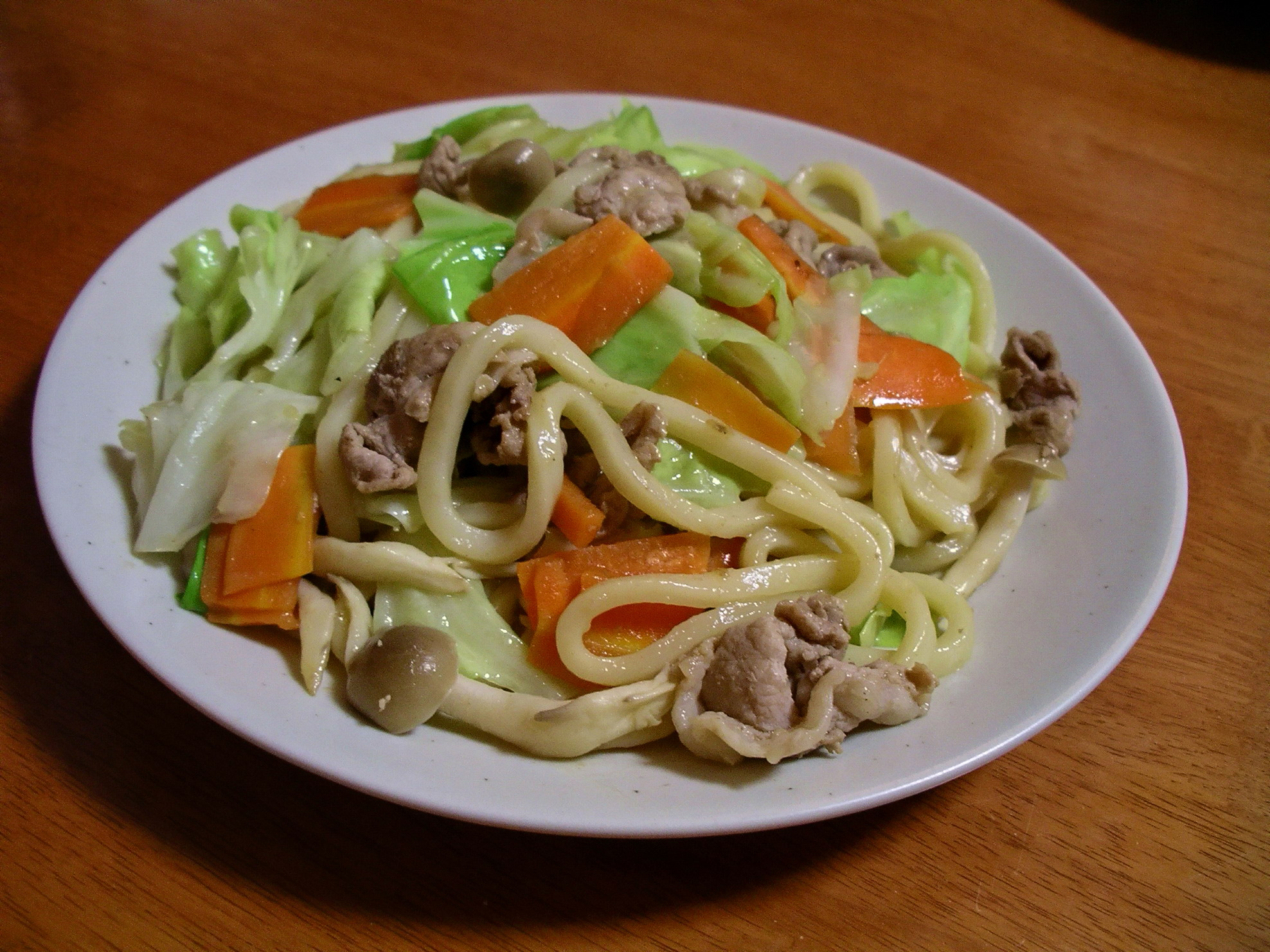
Jaki udon
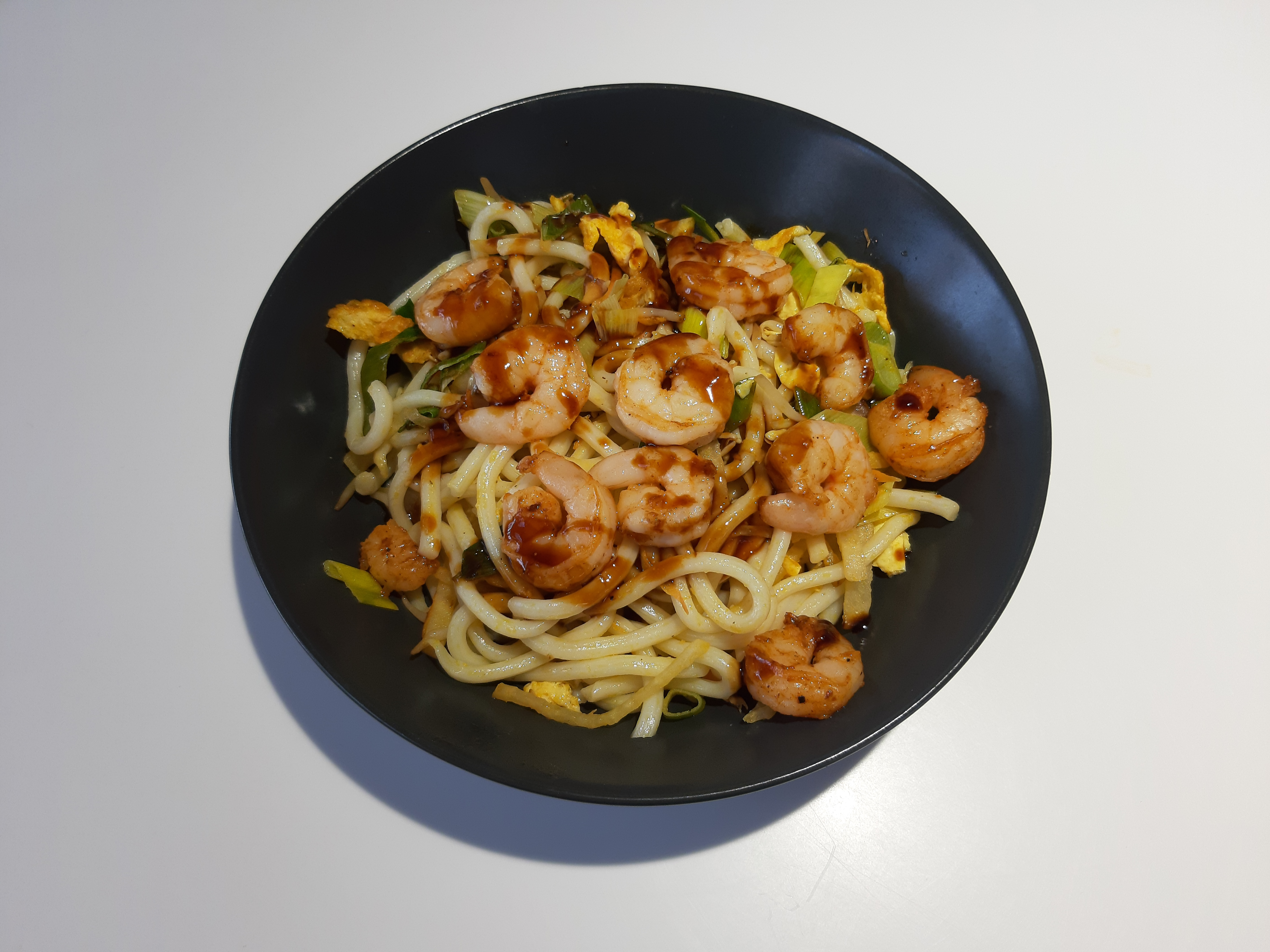
Udon a krevety